# La serie di Cuphead!
La serie di Cuphead! (The Cuphead Show!)  è una serie animata canadese-statunitense, prodotta da Netflix in collaborazione con Studio MDHR e King Features Syndicate, basata sul videogioco Cuphead. Diversi schizzi e anteprime della serie, compreso lo storyboard dell'episodio pilota, sono stati mostrati al The Annecy International Animated Film Festival il 15 giugno 2020.
La serie è stata distribuita su Netflix il 18 febbraio 2022 con recensioni generalmente positive dalla critica, con elogi per la fedeltà al materiale, l’animazione, la musica, l'umorismo e il tono. Il 19 agosto 2022 è uscita la seconda stagione, seguita dalla terza il 18 novembre dello stesso anno.

## Trama
La serie si incentra sullo spericolato Cuphead e il suo cauto fratello Mugman e loro disavventure con gli abitanti dell'Isola Calamaio, un vivace posto abitato da creature disegnate con uno stile che ricorda i cartoni animati statunitensi degli anni '30.

### Stagione 1
Entrati nel luna park di Satanasso, il Cattivale, Cuphead e Mugman vengono inseguiti dal proprietario dopo che Cuphead perde ad un gioco, risultando così nella perdita della sua anima a Satanasso. I due riescono a scappare, ma Satanasso ha intenzione di prendere l'anima di Cuphead, costi quel che costi. Nel frattempo, Cuphead e Mugman fanno la conoscenza di una calicetta maliziosa di nome Miss Chalice. Passando tempo con lei, Cuphead e Mugman finiscono con l'essere arrestati.

### Stagione 2
Evasi di prigione, Cuphead e Mugman scoprono che Chalice (sinceramente pentita di averli mandati in prigione) ha il potere di cambiare forma da vivente a fantasma, ma ciò non intacca la loro amicizia. Nel frattempo, Satanasso scopre con orrore che, essendo passato un mese, il debito dell'anima di Cuphead è scaduto e non è più autorizzato a dargli la caccia. Poco dopo, Satanasso perde il suo forcone che viene ritrovato da Cuphead, che lo usa contro il diavolo. Per ripicca, Satanasso torna all'inferno con Mugman in ostaggio.

### Stagione 3
Dopo aver barattato il forcone per il fratello, Cuphead si sente ora al sicuro da Satanasso, che ancora tenta di soverchiare le regole per rubare l'anima al ragazzo, finché non scopre che è amico di Chalice, con cui strinse un patto per farla tornare in vita e le ordina di tradire i suoi amici. Chalice non ce la fa e, per proteggerla, Cuphead sfida Satanasso, salvando l'amica e facendolo ritirare all'Inferno dopo una schiacciante sconfitta a morra cinese.
La serie si conclude un mese dopo la sfida, quando Cuphead viene attratto dal nuovo casinò di Satanasso, in modo simile all'introduzione del gioco originale.

## Personaggi
| Personaggio  | Doppiatore inglese    | Doppiatore italiano    |
| ------------ | --------------------- | ---------------------- |
| Cuphead      | Tru Valentino         | Stefano Brusa          |
| Mugman       | Frank Todaro          | Davide Garbolino       |
| Nonno Bricco | Joe Hanna             | Gianni Giuliano        |
| Miss Chalice | Grey Griffin          | Ludovica Bebi          |
| Satanasso    | Luke Millington-Drake | Franco Mannella        |
| Henchman     | Dave Wasson           | Francesco De Francesco |
| Re Dado      | Wayne Brady           | Christian Iansante     |
| Porkrind     | Cosmo Segurson        | Stefano Alessandroni   |

## Produzione
Nel luglio 2019, Netflix ha annunciato una serie animata basata sul gioco. Mentre la serie sarà destinata a un pubblico di basso target, Studio MDHR ha anche previsto che includeranno umorismo e gag per l'apprezzamento del pubblico adulto, composta da 36 episodi divisi in 3 stagioni. La serie sarà animata, ma non sarà fatta meticolosamente (come il videogioco) usando unicamente i metodi tradizionali di carta e penna, poiché ci vorrebbe troppo tempo per completarla, ma conterrà ancora personaggi e movimenti disegnati a mano, con l'aiuto di un supporto digitale. Chad e Jared Moldenhauer di Studio MDHR (sviluppatori del gioco originale) saranno produttori esecutivi insieme a CJ Kettler di King Features Syndicate. Dave Wasson e Cosmo Segurson saranno i coproduttori esecutivi, mentre Clay Morrow e Adam Paloian supervisioneranno i registi.
È stato creato un sito chiamato The Cuphead Show Countdown, allo scopo di fare le varie missioni e salvare le persone che hanno perso l'anima nel Cattivale con il gioco di Satanasso.
Nel marzo 2022 è stato confermato l'arrivo della seconda stagione per il 19 agosto dello stesso anno. Il trailer della seconda stagione è stato pubblicato il 10 giugno 2022 in concomitanza con il trailer finale del DLC del gioco originale.
La prima clip della terza stagione è stata pubblicata il 24 ottobre 2022.

## Episodi

### Prima stagione
| n° | Titolo originale       | Titolo italiano            | Pubblicazione    |
| --- | ---------------------- | -------------------------- | ---------------- |
| 1 | Carn-Evil              | Il Cattivale               | 18 febbraio 2022 |
| Nonno Bricco affida a Cuphead e Mugman il compito di ridipingere la staccionata. Andando al negozio a prendere dell'altra vernice, i due si distraggono e vanno a un luna park, il "Cattivale". I due però non sanno che è di proprietà di Satanasso, il quale sfrutta le giostre per rubare le anime dei clienti che perdono le sfide. Cuphead provoca l'irritazione del diavolo in quanto continua a vincere a Pallanima e tutti quanti smettono di giocare per vederlo e, quando Satanasso si presenta, spaventa Mugman che fa sbagliare il tiro a Cuphead, il quale rischia di farsi risucchiare via l'anima. Mugman riesce a salvarlo e la coppia sfugge da Satanasso dopo aver causato la distruzione del luna park (e liberato così le altre anime), nonostante il diavolo giuri che riuscirà a impossessarsi dell'anima di Cuphead.                                                                                              |                        |                            |                  |
| 2 | Baby Bottle            | Biberon                    | 18 febbraio 2022 |
| Cuphead e Mugman rimangono da soli in casa, quando trovano sulla soglia di casa un neonato biberon abbandonato. Il bimbo dà prova di comportamenti problematici e causa una notevole distruzione, soprattutto ai danni di Cuphead. Dopo aver cercato inutilmente di gestirlo anche con l'aiuto di Nonno Bricco, i tre decidono quindi di lasciarlo davanti alla porta di un'altra casa. |                        |                            |                  |
| 3 | Ribby & Croaks         | Ribby e Croaks             | 18 febbraio 2022 |
| Cuphead e Mugman vengono rimproverati da Nonno Bricco in seguito a un litigio sul gelato e sono mandati a prenderne dell'altro con cinque dollari; lungo la strada si imbattono in Ribby e Croaks, due rane ex-pugili che gestiscono un locale di lusso su un battello. Quando scoprono che i fratelli non hanno abbastanza denaro per salire, Ribby e Croaks li deridono e prendono i loro soldi. Cuphead e Mugman riescono a salire sulla barca e causano numerosi problemi, al termine del quale il locale affonda; riescono però ad appacificarsi, commuovendo Ribby e Croaks che li perdonano. |                        |                            |                  |
| 4 | Handle with Care       | Il manico rotto            | 18 febbraio 2022 |
| Dopo una battaglia a cuscinate, Mugman si ritrova con il manico rotto. Cuphead lo aiuta in tutti i modi che riesce a pensare per potergli rincollare il manico, ma quando provano con la colla, non si riesce a trovarla da nessuna parte. Nonno Bricco lo rassicura dicendogli che ha perso il suo "manico da latte" e che la fatina gliene darà uno più bello, quella sera. Colpito dalla storia, Cuphead si spacca il manico a sua volta e quella sera la fatina (in realtà Nonno Bricco) glieli rincolla. |                        |                            |                  |
| 5 | Roll the Dice          | Re Dado è tratto           | 18 febbraio 2022 |
| "Rotola i dadi" è il radioshow più popolare dell'isola, diretto da Re Dado in persona, ma in realtà si tratta di una trappola per ottenere dai partecipanti l'anima quando entrano a ottenere il "premio misterioso", motivo per cui le sfide sono facilissime. Cuphead si ritrova casualmente a partecipare allo show e Re Dado riconosce che è il ricercato di Satanasso e tenta di farlo cadere nella trappola, cercando pure di aiutarlo con sfide ancora più semplici, ma Cuphead, che riesce a fatica a superarle, fallisce l'ultima sfida, e Re Dado, con una scusa, gli dice che ha vinto, ma il pubblico inizia a insospettirsi e quando Cuphead realizza che ha imbrogliato, se ne va indignato. Re Dado finisce così col perdere la preda, la reputazione ed anche il lavoro. |                        |                            |                  |
| 6 | Ghosts Ain't Real      | I fantasmi non esistono    | 18 febbraio 2022 |
| Essendosi fatto tardi, Cuphead e Mugman decidono di tornare dal cinema passando dal cimitero, diventando la preda perfetta per dei fantasmi in vena di scherzi paurosi. Dopo che però i due cadono da una scarpata, i fantasmi iniziano a preoccuparsi di averli uccisi davvero e, approfittando della loro distrazione, Cuphead e Mugman riescono a scappare e tornare a casa ma, malconci come sono, Nonno Bricco li scambia per zombi e li malmena. |                        |                            |                  |
| 7 | Root Packed            | Guai in giardino           | 18 febbraio 2022 |
| Nonno Bricco si ritrova costretto a letto e chiede a Mugman e Cuphead di badare al suo orto che ha cresciuto con amore e costanza. Durante la loro guardia, gli Ortaggiosi, tre grossi vegetali che truffano la gente con delle false storie sul loro passato, bussano alla loro porta e in cambio di ospitalità si offrono di badare all'orto. I fratelli accettano, ma quando tornano a casa trovano una festa al quale tutti gli amici degli Ortaggiosi sono presenti. Mugman e Cuphead tentano di terminare la festa e, sfruttando le lacrime di Ollie la cipolla, riescono a far allontanare tutti. Gli Ortaggiosi, per vendicarsi, riescono a rovinare l'orto del tutto assorbendo tutti i nutrimenti del giardino, diventando al contempo grassi e grossi. Proprio allora Nonno Bricco si riprende e, notando i giganteschi ortaggi in giardino, li scambia per le sue verdure e si appresta a cucinarle, facendoli scappare via. |                        |                            |                  |
| 8 | Sweater Off Dead       | Il maglioncino salva anima | 18 febbraio 2022 |
| Cuphead inizia a considerare un pericolo il fatto che Satanasso gli dia la caccia, per cui Mugman lo porta da Quadratus, lo spirito di un pozzo che conosce ogni soluzione a tutto. Egli consiglia a Cuphead di indossare un maglione invisibile magico creato da suo fratello e porge a Mugman la lana. Satanasso intanto, tartassato da Stickler, il suo revisore, corre a prendere l'anima di Cuphead, ma il maglione viene infine confezionato e Satanasso non riesce più a toccare Cuphead senza venire elettrificato. Satanasso tenta quindi ogni modo per farglielo togliere, ma fallisce costantemente. |                        |                            |                  |
| 9 | Sweater Luck Text Time | Un maglioncino da togliere | 18 febbraio 2022 |
| Cuphead non si leva il maglione e così Satanasso non riesce a ottenere la sua anima. Per godersi un po' di pace, i due fratelli si dirigono alla nuova giostra giù al molo: l'Obliteratore. Mentre aspettano, Cuphead rivela di aver tolto il maglione e di averlo perso da qualche parte, ma Satanasso ancora non lo sa e attende con loro in fila per la giostra, conscio che la giostra è talmente veloce da spazzarti via i vestiti di dosso. Nell'attesa, Cuphead e Satanasso conversano a tal punto da diventare amici, ma una pacca sulla spalla rivela al Diavolo la verità. Un attimo prima che Satanasso riesca a prendere l'anima di Cuphead, Mugman ritrova il maglione e lo ficca addosso a Satanasso, che rimane folgorato dal potere dell'indumento. Satanasso ha perso nuovamente, ma almeno si è sbarazzato di un grosso ostacolo.                                                                                      |                        |                            |                  |
| 10 | Dangerous Mugman       | Il pericolo Mugman         | 18 febbraio 2022 |
| Stufo che Cuphead e Mugman bazzichino nel suo negozio, Porkrind li manda a fare una commissione semplice dal lavandaio, ma il nome della lavanderia è lo stesso di un noto vulcano e i due comprendono di dover andare a prendere un grosso uovo sul picco di esso. Mugman è spaventato, quindi Cuphead gli regala degli occhialetti che a detta sua sono magici e lo renderanno coraggioso e spericolato. Mugman ci casca, non accorgendosi di averli persi quasi subito. Anche quando la verità viene a galla, i due compiono la missione e consegnano l'uovo a Porkrind, che viene subito dopo visitato dal proprietario dell'uovo: Lello Zolfanello, il drago tricefalo. |                        |                            |                  |
| 11 | Dirt Nap               | Sottoterra                 | 18 febbraio 2022 |
| Nonno Bricco sente dei commenti da parte dei nipoti che crede essere rivolti a lui circa il suo precario stato di salute, quindi decide di assecondare questi commenti e migliorarsi, ma fallisce a causa dei colpi della vecchiaia. La cosa si fa preoccupante quando sente i nipoti dire che dovrebbero lasciarlo andare via, sopprimerlo o addirittura seppellirlo, arrivando perfino a piazzare delle trappole in casa di cui ne diventa la vittima. Tuttavia si scopre che in realtà i ragazzi parlavano del loro lombrico domestico e non del Nonno. |                        |                            |                  |
| 12 | In Charm's Way         | Incanti rischiosi          | 18 febbraio 2022 |
| Nel tentativo di rubare il barattolo di biscotti, Cuphead e Mugman rompono gli occhiali di Nonno Bricco. Dall'oculista, i due incontrano una pimpante e allegra ragazza di nome Chalice che, facendola in barba alla polizia e le regole, ottiene tutto quello che vuole con il buonumore e allegre canzoni. I due le chiedono di essere suoi allievi e la ragazza accetta. La loro scorribanda volge al termine entrando in una fabbrica di biscotti chiusa, ma Chalice attiva accidentalmente l'allarme e quando arriva la polizia, lei riesce a scappare grazie alla sua natura di spirito, facendo finire in prigione i due fratelli. |                        |                            |                  |

### Seconda stagione
| n° | Titolo originale       | Titolo italiano                          | Pubblicazione  |
| --- | ---------------------- | ---------------------------------------- | -------------- |
| 1 | Jailbroken             | L'evasione                               | 19 agosto 2022 |
| Cuphead e Mugman sono in prigione dopo gli eventi dell'ultimo episodio. Dopo alcuni tentativi di evasione finiti male, Mugman si arrende e decide di scontare la pena, tentando di abbreviarla con la buona condotta, mentre Cuphead continua da solo la pianificazione dell'ennesima evasione, ma finisce con l'arrendersi a sua volta. Dispiaciuto nel vedere il fratello abbattuto, Mugman decide di farlo evadere approfittando dell'arrivo del furgone della lavanderia. Sfortunatamente il suo piano va a monte, ma entrambi sono tratti in salvo da una detenuta, una Ciclope che, per ringraziare Mugman per il bucato pulito, lo scaglia assieme a Cuphead fuori dalla prigione. I due tornano così a casa, scoprendo che Chalice ha portato a Nonno Bricco gli occhiali nuovi. |                        |                                          |                |
| 2 | Charmed & Dangerous    | Incantati e pericolosi                   | 19 agosto 2022 |
| Qualche giorno dopo gli eventi del primo episodio, Chalice bussa a casa di Nonno Bricco, dicendo di essere inseguita da una folla inferocita. Mugman è restio a farla restare, ma Chalice lo convince mostrandosi molto dispiaciuta di aver fatto passare ai due fratelli tante notti in prigione. Sinceramente colpito, Mugman accetta di ospitarla e i tre decidono di partecipare a una gara di ballo. Tuttavia Mugman nota che Chalice non era braccata da nessuno e crede stia mentendo. La ragazza vuota il sacco dicendo che voleva solo un po' di compagnia, ma poi la folla inferocita si rivela vera. Nonostante tutto, Mugman decide di aiutarla provando a dissuadere la folla dal loro intento, ma senza successo e, non appena tutti si accorgono della scomparsa di Chalice, la folla se la prende con Cuphead e Mugman, ma Chalice, rivelando la sua forma di spettro, spaventa via la folla e se ne va, promettendo ai fratelli di venirli un giorno a trovare. |                        |                                          |                |
| 3 | A High Seas Adventure! | Avventura in alto mare                   | 19 agosto 2022 |
| Cuphead e Mugman vanno al molo e salgono su un vascello per giocare, ma con le loro sciabole fanno salpare per sbaglio la nave. Il capitano Brineybeard a questo punto ingaggia le due tazze per aiutarlo a cercare la donna che ama, ma quando arrivano a destinazione trovano un'inquietante grotta circondata da relitti di navi pirata e marinai pietrificati. Brineybeard rivela così che la sua amata è la responsabile dello scenario che li circonda: una gigantesca sirena-gorgone di nome Cala Maria. Cala Maria appare e pietrifica Brineybeard che cercava di esprimerle il suo amore. Cuphead propone di scappare e abbandonare il pirata ma Mugman decide invece di aiutarlo convincendo la bestia marina di ciò che l'uomo prova per lei. Raggiunto il covo di Cala Maria, Mugman le racconta dei sentimenti di Brineybeard e colpita, la creatura bacia la statua del capitano, e il suo amore lo libera dalla prigione di pietra. Nonostante però Cala Maria accetti i sentimenti di Brineybeard, rivela anche che mangerà sia lui sia le tazze, così i tre scappano via.                             |                        |                                          |                |
| 4 | Another Brother        | Un altro fratello                        | 19 agosto 2022 |
| Cuphead e Mugman bisticciano l'uno per il comportamento dell'altro: Mugman non ne può più dell'atteggiamento spericolato del fratello, e Cuphead non sopporta le sue assillanti preoccupazioni. Alla fine della discussione, Cuphead decide quindi di trovarsi un altro fratello e la scelta ricade su Ciotoboy, un ragazzino che Mugman non ha mai sopportato ma che Cuphead trova divertente e spericolato quanto lui. Tuttavia, pian piano Cuphead comprende che Ciotoboy è troppo pure per lui e, evitando di fare una brutta fine con un razzo su uno strapiombo, è pronto a fare la pace con Mugman, specie capendo che ha bisogno di qualcuno che gli faccia capire in maniera ragionevole quando è troppo è troppo. Anche Mugman, troppo annoiato dalla solitudine, si ripromette di lasciarsi andare di più, di tanto in tanto. |                        |                                          |                |
| 5 | Sweet Temptation       | Dolce tentazione                         | 19 agosto 2022 |
| Cuphead finisce a Sugar Land, una terra fatta unicamente di dolci. La regnante, la bizzarra Baronessa Von Bon Bon, gli da il benvenuto e gli offre tutte le caramelle che vuole, purché non infranga due regole: non parlare del suo regno a qualcuno e non mangiare nemmeno un pezzo del suo castello. Cuphead, anche se un po' inquietato dalla Baronessa, infrange la prima regola accompagnando Mugman a Sugar Land e Mugman infrange la seconda. La Baronessa li scopre e quindi li trasforma in dolci, così che possa mangiarli e li insegue a bordo del suo castello divenuto un enorme mostro senziente. I due riescono a scappare per il rotto della cuffia in forma di orsetto di gomma e biscotto di pan-di-zenzero, ma ora devono vedersela con un affamato Nonno Bricco. |                        |                                          |                |
| 6 | The I Scream Man       | Un gelataio da incubo                    | 19 agosto 2022 |
| Mugman si finge malato per restare solo a casa a rilassarsi in pace e tranquillità con il suo romanzo, ma ecco giungere un insistente gelataio la cui musichetta del furgoncino continua a rovinare l'atmosfera. Esasperato, Mugman finisce con il gridare e quasi malmenare il gelataio, obbligandolo in malo modo ad andarsene via. I sensi di colpa, però, si fanno sentire e Mugman va alla ricerca del gelataio per scusarsi, ma d'improvviso si ritrova inseguito da egli, forse intenzionato a investirlo. In realtà si scopre che il gelataio, per via dello sfogo di Mugman, si è preso un nuovo cappello e voleva ringraziarlo. Come se questo non fosse assurdo di suo, il gelataio nota il libro che Mugman stava leggendo e gli rovina il finale. |                        |                                          |                |
| 7 | Piano Lesson           | A lezione di piano                       | 19 agosto 2022 |
| Mugman prende lezioni di pianoforte da un famoso, ma molto snob, musicista di Calamaio, Ludwig, ma è ancora lungi dalla perfezione. Ad una lezione, Cuphead prova a dare dei consigli al fratello, rivelandosi un talento innaturale per il piano. Ludwig si invaghisce della bravura di Cuphead e lo invita a partecipare ad un concorso come suo allievo, piantando in asso Mugman. In preda alla gelosia, Mugman prepara una trappola al teatro, ma il giorno dopo, Ludwig non si presenta a prelevare Cuphead: alla radio, i due scoprono che Ludwig ha copiato il brano di Cuphead e ha vinto il concorso ma, con loro grande gioia, Ludwig casca nella trappola di Mugman, ottenendo una giusta punizione. |                        |                                          |                |
| 8 | Release The Demons!    | Liberate i demoni!                       | 19 agosto 2022 |
| Satanasso si è a ripreso dall'ultima esperienza e riparte al contrattacco, ingaggiando i suoi migliori demoni. Tuttavia, nello spiegare contro chi li sta mandando, scoppia dalla rabbia polverizzando i suoi scagnozzi e ritrovandosi costretto a mandare un'altra squadriglia di demoni meno imponenti e Re Dado. Dado e i demoni raggiungono Cuphead e Mugman in un labirinto di fieno dove i due, scambiandoli per le scadenti attrazioni, non si spaventano e addirittura i demoni finiscono con l'uccidersi a vicenda (soprattutto a causa dell'intervento di Re Dado). Esasperato, Satanasso manda in campo i quattro cavalieri dell'Apocalisse, ma pure loro falliscono venendo disarcionati e pietrificando dalla paura Re Dado. Furibondo, Satanasso va di persona, ma è fermato da Stickler: dato che Satanasso non ha collezionato l'anima di Cuphead entro 30 giorni dall'inizio del suo debito, esso è ora scaduto e il diavolo non è più autorizzato a dargli la caccia. Come se non bastasse, il revisore indossa il maglioncino magico, quindi Satanasso non può distruggerlo e ignorare la clausola. |                        |                                          |                |
| 9 | Dead Broke             | Poveri da morire                         | 19 agosto 2022 |
| Chalice torna a far visita ai suoi amici e offre loro un gelato, ma non ha abbastanza soldi da permetterselo. Cuphead idea quindi un piano: usando i poteri fantasmagorici di Chalice, truffano la gente fingendo di cacciare via il fantasma dietro pagamento. Il loro piano funziona, ma l'ultima casa che visitano è veramente infestata e dei fantasmi maligni rapiscono Chalice. Per il rotto della cuffia, i ragazzi riescono a salvarla e a debellare i fantasmi in un quadro per cento anni, scoprendo però che il salvadanaio con i loro guadagni è finito intrappolato in esso per sbaglio. |                        |                                          |                |
| 10 | Rats All, Folks!       | Non dire ratto se non ce l'hai nel sacco | 19 agosto 2022 |
| Mentre Cuphead e Mugman stanno preparando una torta per Nonno Bricco, i due scoprono un ratto nella credenza di nome Wermen Werman, che dichiara di voler prendere possesso del cottage con i suoi marchingegni. Sapendo quanto Bricco odi che i parassiti entrino in casa sua, Cuphead propone di sbarazzarsi di Wermen senza dire nulla al nonno, ma il ratto si rivela molto più astuto e furbo di loro. Alla fine, Wermen ha la meglio e si pappa la torta e Nonno Bricco scopre l'accaduto e, con grande maestria, riesce a sconfiggere Wermen e a cacciarlo. |                        |                                          |                |
| 11 | Say Cheese!            | Tutti in posa!                           | 19 agosto 2022 |
| Nonno Bricco vuole fare una foto con i nipoti, ma questi non la smettono di litigare tra di loro e, una cosa tira l'altra, durante lo scatto, la fotocamera cattura l'immagine di un vecchio poster in cui un giovane Nonno Bricco faceva la pubblicità ai pannolini. Bricco ora vuole la filigrana per liberarsi una volta per tutte dell'immagine che ha rovinato la sua infanzia, ma i ragazzi provano a usarla a scopo di ricatto, con conseguenze disastrose per tutti. |                        |                                          |                |
| 12 | Lost In The Woods      | Persi nel bosco                          | 19 agosto 2022 |
| Giocando con i fuochi d'artificio, Cuphead distrugge la catasta di legna per l'inverno, ma andando a raccogliere dell'altra legna con Mugman, i due si perdono nel bosco. Come al solito, litigano per i loro distinti modi di fare e tentano di sopravvivere l'uno senza preoccuparsi e l'altro organizzandosi, il tutto senz'accorgersi per giorni interi di essere a distanza di passi dal cottage. |                        |                                          |                |
| 13 | The Devil's Pitchfork  | Il forcone di Satanasso                  | 19 agosto 2022 |
| Satanasso decide di spargere il caos per la città per rilassarsi dopo essere venuto a conoscenza di una recensione negativa su di lui riportata sul giornale; tornando all'Inferno, si dimentica però del suo forcone, fonte di molti dei suoi poteri. Cuphead, trascinato da Mugman a fare un giro sul tandem, incappa nel forcone. Cuphead lo prende e si da alla pazza gioia con i distruttivi poteri a sua disposizione coinvolgendo il fratello. Satanasso se ne accorge, ma come si avvicina a Cuphead, questi lo fulmina con la sua stessa arma. In un impeto d'ira, Satanasso rivela che il debito che il ragazzo ha sulla sua anima è scaduto, ma nemmeno questo ferma Cuphead dal continuare a fulminarlo. Furibondo, Satanasso se ne va, non prima di rivelare a Cuphead che, ora che lui gli ha preso qualcosa a cui tiene egli farà altrettanto, e se ne torna all'Inferno con Mugman come ostaggio. |                        |                                          |                |

### Terza stagione
| n° | Titolo originale        | Titolo italiano           | Pubblicazione    |
| --- | ----------------------- | ------------------------- | ---------------- |
| 1 | The Devil's Revenge     | La vendetta di Satanasso  | 18 novembre 2022 |
| Dopo essersi ripreso dallo shock, Cuphead si dirige da Quadratus per sapere che fare: il saggio pozzo gli spiega che se Satanasso rivuole indietro il forcone, ormai non più suo, dovrà stillare un patto, poi gli dona un gessetto per evocare l'ascensore per l'Inferno. Intanto, Satanasso fa una scommessa con Henchman per distruggere il morale di Mugman, ma la cosa si rivela tutt'altro che facile, in quanto la tazzina è sicura che Cuphead verrà a salvarlo. Poco dopo, Cuphead raggiunge il fratello, Satanasso li insegue, ma Cuphead riesce a usare il forcone contro di lui e i tubi per le anime, liberandole. Furibondo, Satanasso blocca l'uscita e Cuphead mette in atto il consiglio di Quadratus e stringe un patto: il forcone in cambio di Mugman. Satanasso accetta e i fratelli sono ora liberi dalle sue grinfie. |                         |                           |                  |
| 2 | Don't Answer The Door   | Non aprite quella porta   | 18 novembre 2022 |
| Ancora una volta, Cuphead e Mugman sono lasciati a casa da soli e, ancora una volta, lo stesso pestifero baby Biberon è stato lasciato al loro uscio. Cuphead decide di non farlo entrare, ma la cosa non tranquillizza i due per molto quando un orso arriva e si è portato via il bambino. Controvoglia, i due decidono di salvarlo, ma scoprono con orrore che l'orso se l'è prosciugato. Tornati a casa traumatizzati, i ragazzi scoprono da Nonno Bricco che quello era solo un normale biberon avvolto nelle coperte per vendicarsi dei loro scherzi. |                         |                           |                  |
| 3 | Cupstaged               | Lotta all'ultimo provino  | 18 novembre 2022 |
| Stufo che i suoi demoni non apprezzino le sue opere teatrali, Satanasso scopre delle audizioni teatrali di Sally Operetta per uno spettacolo fantascientifico a cui anche Mugman ha preso parte, accompagnato dal fratello che finisce con l'innamorarsi del ruolo del protagonista. Cuphead e Satanasso si ostacolano a vicenda, eliminandosi a vicenda dal casting, coinvolgendo ed eliminando anche Mugman. Furibonda, Sally annulla le audizioni, è sarà quest'ultima a interpretare il ruolo di tutti i personaggi, mentre i tre si ritrovano addetti al backstage. |                         |                           |                  |
| 4 | Roadkill                | L'incidente               | 18 novembre 2022 |
| Non raccogliendo anime da mesi, Satanasso è ora sottoposto alla "bolla del fallimento": tutto ciò che adora sarà inglobato da una bolla che scoppierà solo quando raccoglierà un'anima. Con l'intenzione di prendere quella di Cuphead, Satanasso va in superficie ma viene investito da Bricco che, scambiandolo per un gatto, lo porta al cottage per prendersene cura. Avendo perso l'occasione di prendere Cuphead ed essendosi affezionato a Bricco, Satanasso esce a prendere l'anima di un altro mortale, facendo credere al Nonno di essere scappato. |                         |                           |                  |
| 5 | Holiday Tree-dition     | La tradizione dell'albero | 18 novembre 2022 |
| Nonno Bricco manda i ragazzi a comprare un albero di Natale da Porkrind, ma i due fanno un buco nell'acqua e vanno a prendersene uno nella foresta. Dopo varie peripezie, i due tornano con l'albero, ma dopo aver acceso le lucine, queste vanno in corto e bruciano l'albero, deprimendo i ragazzi. Bricco li consola spiegando che l'importante per la tradizione natalizia non è quanto sia bello l'albero ma lo stare insieme in famiglia. |                         |                           |                  |
| 6 | A Very Devil Christmas  | Un Natale molto diabolico | 18 novembre 2022 |
| È la vigilia di Natale e tutti sono felici, compreso Satanasso che ne approfitta per causare disperazione a tutti, ma la cosa cambia quando scopre della "lista dei buoni e i cattivi" e decide di finire sulla lista dei buoni per ricevere un regalo. Satanasso si dirige da Babbo Natale e chiede a lui se può fare un'eccezione. Babbo Natale gli propone di compiere una buona azione prima di mezzanotte e allora potrà ricevere il trenino che tanto vuole, ma Satanasso fallisce fulminando una signora, perciò Babbo Natale gli offre un'altra occasione e compie un rito su di lui. Poco dopo, Satanasso diventa il grasso e barbuto Babbo Natale. Gli elfi gli spiegano che dovrà sostituire Santa Claus o rimarrà così per sempre. A malavoglia, Satanasso accetta la missione ma le cose non partono bene quando le renne scappano davanti alla rabbia di Satanasso, sostituite da Henchman. Giunge l'ora dell'ultima casa da visitare: il Cottage di Bricco. Satanasso scopre che Cuphead ha come regalo lo stesso trenino che lui vuole. Proprio mentre pensa di tenerselo per sé, Cuphead si sveglia e dice a "Babbo" che ammette che non meriterebbe un regalo, ma che è grato di aver almeno avuto la chance di incontrarlo in persona. Commosso, Satanasso cede il regalo ed essendo stata una sua scelta, questo conta come buona azione, garantendogli un posto sulla lista dei buoni: la missione è conclusa, Satanasso torna normale e riceve il trenino. |                         |                           |                  |
| 7 | Special Delivery        | Una consegna speciale     | 18 novembre 2022 |
| Giocando a palla con Chalice, i ragazzi rompono la finestra di Porkrind e questi ne approfitta per mandare i tre a consegnare un pacco a Ribby. Per via dei loro precedenti, ovviamente i fratelli tazza non saranno ben visti dal rospo, così Porkrind offre ai tre ragazzi dei costumi per fingerli "agenti segreti" vestiti da fattorini. Il pacco viene subito violato dai tre che possono contenere delle scarpette scintillanti che fanno gola a Mugman. Dopo un breve inseguimento, Crocks rivela che le scarpe le ha mandate lui al fratello e che sono una bomba per la loro continua faida di scherzi mortali. Ribby, quindi, declina la consegna e i ragazzi tornano da Porkrind che, preso dai sensi di colpa per aver affidato una bomba ai ragazzi, si riprende il pacco, accorgendosi troppo tardi dell'errore. Intanto, all'Inferno, Satanasso si accorge dell'esplosione e spiando la superficie nota con particolare interesse che Chalice sta bazzicando con Mugman e Cuphead. |                         |                           |                  |
| 8 | Down & Out              | Doppio gioco              | 18 novembre 2022 |
| Dopo i suoi vari fallimenti, Re Dado è ora sul lastrico e senzatetto. Dispiaciuto per lui, Cuphead decide di fargli da manager e aiutarlo. Inizialmente scettico, Dado accetta e in men che non si dica raggiunge un buon successo come cantante. Satanasso lo viene a sapere e scopre con piacere che Dado ha sempre continuato a cercare di catturare Cuphead per tutto questo tempo: dovrà solo fargli firmare un contratto per fargli cedere l'anima a Satanasso che spaccerà per un normale formalità manageriale. Purtroppo, Cuphead non firma: la moda è cambiata e la musica è scesa in secondo piano, quindi Dado viene liquidato dalla tazza. Re Dado se ne va, ma Satanasso, nonostante abbia assistito al suo fallimento, lo riassume: senza il suo affascinante carisma l'Inferno è diventato tedioso. |                         |                           |                  |
| 9 | Joyride                 | Una giornata divertente   | 18 novembre 2022 |
| Chalice porta i ragazzi a divertirsi in città con una nuova marachella: possedere la gente nella sua forma spiritata, creando un sacco di problemi per la gente o ottenendo roba gratis. I tre si fermano poi a prendere biglietti della fortuna e dopo aver letto il suo, con sopra l'effige di Satanasso, Chalice si separa e viene convocata al cospetto del diavolo. |                         |                           |                  |
| 10 | Dance With Danger       | Balli pericolosi          | 18 novembre 2022 |
| Molti anni fa, la piccola Chalice viveva nell'orfanotrofio di Calamaio nel quale vigeva la severa regola del "nessun tipo di divertimento", regola costantemente infranta dalla calicetta con il suo spiccato senso del ritmo. Ciò spinse Chalice a fuggire e, grazie al suo ballo e il suo fascino, imparò a vivere per strada e turlupinando la gente, finché un tram non la investì. Visti i suoi furtarelli, Chalice finì all'Inferno, ritrovandosi di fronte a Satanasso. Questi, apprezzando le danze e i canti, propose a Chalice di poter tornare nel mondo dei vivi, con la possibilità di ottenere a comando una forma fisica, in cambio gli avrebbe dovuto un favore in futuro. Poco dopo il suo ritorno dal regno dei morti, Chalice incappò nei fratelli tazza che divennero suoi amici. Tornando al presente, Chalice viene chiamata da Satanasso: è il momento di riscuotere il favore e purtroppo per lei consiste nel tradire i suoi amici. |                         |                           |                  |
| 11 | The Devil & Ms. Chalice | Patti chiari...           | 18 novembre 2022 |
| Sono passati mesi dall'ultimo episodio e Chalice sta facendo di tutto per prendere tempo ballando con Satanasso per non tradire i suoi amici fino a quando non viene minacciata di eseguire l'ordine del diavolo, ma all'ultimo si tira indietro. Furioso, Satanasso si appresta a farla sparire per sempre e Chalice accetta a testa alta il suo destino, confortandosi del fatto di essere la miglior ballerina del mondo, titolo che anche Satanasso rivendica. Per sistemare la questione, Chalice propone una gara di ballo mettendo la sua libertà in palio. Eretto un teatro al centro dell'isola e invocati tutti i suoi abitanti, con Re Dado all'orchestra, ha inizio la gara. Per quanto Chalice sia in vantaggio, all'ultimo inciampa in alcune biglie e perde, ma Cuphead giunge e propone un patto a Satanasso, mettendo in palio l'anima sua, di Chalice e di Mugman. Satanasso accetta e Cuphead dichiara che la sfida è a Morra cinese e vince: Chalice è salva, Satanasso è battuto e umiliato e Cuphead è acclamato da tutti come eroe. Un mese dopo, i tre amici si stanno divertendo convinti di non dover mai più a che fare con Satanasso, almeno finché Cuphead non viene attratto dal nuovo casinò di Satanasso. |                         |                           |                  |